# إندريانا هاري
إندريانا هاري (بالإنجليزية: Andrianahary)‏ في الأساطير الأفريقية الرب الطيب لمدغشقر الذي خلق الأرض والكائنات البشرية بالاشتراك مع أدريامانیترا (Andriamanitra).